# Генеральна округа Житомир
Генера́льна окру́га Жито́мир (нім. Generalbezirk Shitomir, пол. Okręg generalny Żytomierz, рос. Генеральный округ Житомир) — адміністративно-територіальна одиниця Райхскомісаріату Україна часів Другої світової війни, утворена на території сучасних Житомирської і частини Вінницької та Черкаської областей України, а також південних районів Гомельської області Республіки Білорусь. Межувала на півночі з тиловим районом групи армій «Центр» і Генеральною округою Білорутенія, на північному сході — з територією планованої, але через близькість фронту так до кінця і не створеної Генеральної округи Чернігів, на сході з Генеральною округою Київ, на півдні з румунською Трансністрією та Генеральною округою Миколаїв, а на заході — з Генеральною округою Волинь-Поділля.
Під час Німецько-радянської війни на території Генеральної округи Житомир існували три таємні ставки найвищих керівників Третього Райху: Вервольф, Гегевальд і Штайнбрух.

## Історія
Генеральну округу Житомир офіційно утворено о 12 годині дня 20 жовтня 1941 року Спочатку до її складу входила Житомирська область УРСР та частини Гомельської і Поліської областей БРСР, а згодом і північ тодішньої Вінницької області. Місто Новоград-Волинський було перейменовано на Звягель. Генеральну округу було поділено на 27 ґебітів (округ), названих за їхніми адміністративними центрами: Бердичів, Василевичі, міська округа Вінниця, сільська округа Вінниця, Гайсин, Єльськ, Ємільчине, Іллінці, міська округа Житомир, сільська округа Житомир, Звягель, Калинівка, Козятин, Комарин, Коростень, Коростишів, Лельчиці, Літин, Мозир, Монастирище, Немирів, Овруч, Олевськ, Петриков, Радомишль, Ружин та Чуднів. Незабаром було змінено офіційне написання назви утворення з форми Schitomir на Shitomir.
5 березня 1942 р. Комаринський ґебіт (нім. Kreisgebiet Komarin) та Лоєвський і Речицький райони було включено у Василевицький ґебіт (нім. Kreisgebiet Wassilewitschi). 17 квітня 1942 р. було визначено офіційне написання німецькою мовою місць перебування ґебітскомісарів. 5 червня 1942 р. було створено нові округи: Комаринський ґебіт — із Брагінського, Комаринського і Лоєвського районів та Речицький ґебіт — із Хойницького, Речицького і Василевицького районів, а Василевицький ґебіт було розпущено. 23 жовтня 1942 р. Комаринський ґебіт було офіційно перейменовано на Брагінський ґебіт. 12 грудня 1942 р. утворено нову округу — Геґевальд (нім. Kreisgebiet Hegewald «округа Заповідний ліс») з частини Бердичівської (смуга вздовж північної межі Бердичівського району і частина Андрушівського району із селом Ляхівці) та частини Житомирської округ (південна частина Житомирського і частина Троянівського району). Частину Бердичівської округи (решта Троянівського району) було приєднано до Житомирської округи. 15 січня 1943 р. міську округу Вінниця і сільську округу Вінниця було об'єднано в нову округу Вінниця (нім. Kreisgebiet Winniza). 1 квітня 1943 р. було укрупнено більшість ґебітів: Бердичівський — шляхом об'єднання Бердичівського і Чуднівського ґебітів; Гайсинський — шляхом об'єднання Гайсинського і частини Немирівського ґебітів; Козятинський — шляхом об'єднання Козятинського і частини Ружинського ґебітів; Коростенський — шляхом об'єднання Коростенського і частини Радомишльського ґебітів; Коростишівський — шляхом об'єднання Коростишівського та решти Ружинського і Радомишльського ґебітів; Монастирищенський — шляхом об'єднання частини Іллінецького і Монастирищенського ґебітів; Мозирський — шляхом об'єднання Єльського і Мозирського ґебітів; Олевський — шляхом об'єднання частини Ємільчинського і Олевського ґебітів; Овруцький — шляхом об'єднання решти Олевського і Овруцького ґебітів; Петриковський — шляхом об'єднання Лельчицького і Петриковського ґебітів; Вінницький — шляхом об'єднання решти Літинського та Вінницького ґебітів; Звягельський — шляхом об'єднання решти Ємільчинського і Звягельського ґебітів; утворено нові Хмільницький ґебіт з Калинівського і частини Літинського та Липовецький з решти Іллінецького та решти Немирівського ґебітів. 1 червня 1943 р. Липовецький ґебіт перейменовано на Немирівський. Станом на 1 вересня 1943 р. Генеральна округа Житомир включала 18 округ: Бердичів, Брагін, Вінниця, Гайсин, Геґевальд, Житомир, Звягель, Козятин, Коростень, Коростишів, Мозир, Монастирище, Немирів, Овруч, Олевськ, Петриков, Речиця. Із захопленням радянськими військами Житомира протягом 11—19 листопада 1943 р. Генеральна округа Житомир припинила існування. Формально округа існувала до 1944 року.

## Адміністративно-територіальний поділ

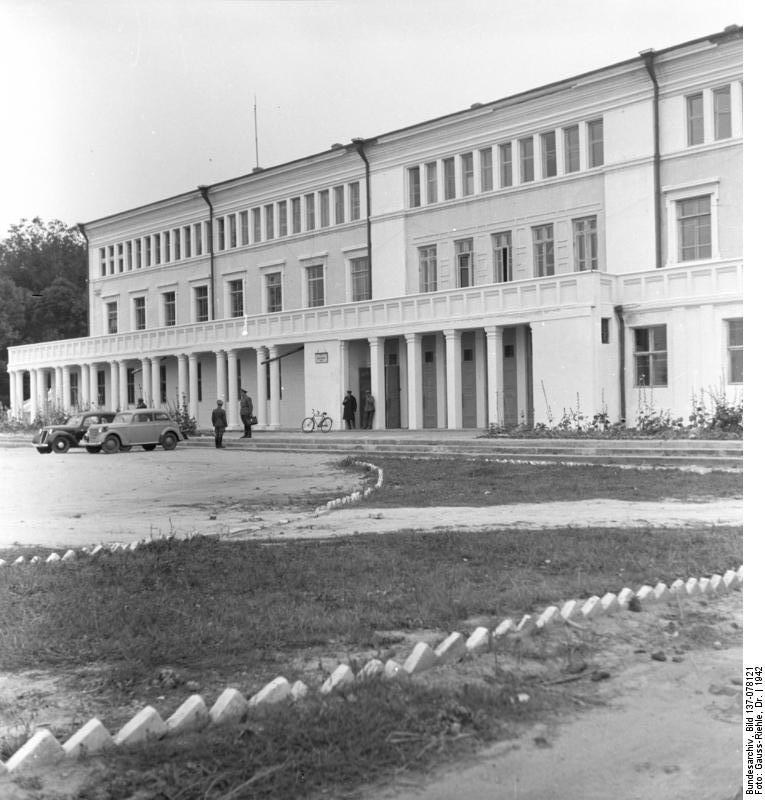
Будівля Звягельського ґебітскомісаріату

### Територія Житомирської області УРСР
- Бердичівський ґебіт
- Ємільчинський ґебіт
- Житомирський ґебіт
- Звягельський ґебіт
- Коростенський ґебіт
- Коростишівський ґебіт
- Овруцький ґебіт
- Олевський ґебіт
- Радомишльський ґебіт
- Ружинський ґебіт
- Чуднівський ґебіт

### Територія Вінницької області УРСР
- Вінницький ґебіт (включав Браїлівський (залишок Жмеринського району), міський район (у межах міста) Вінниця, Вінницький, Літинський і Турбівський райони)
- Гайсинський ґебіт (охоплював Гайсинський, Джулинський, Ситковецький і Теплицький райони)
- Козятинський ґебіт (Козятинський, Погребищенський і Самгородський райони)
- Монастирищенський ґебіт (Дашівський, Іллінецький, Монастирищенський і Оратівський райони)
- Немирівський ґебіт (Вороновицький, Липовецький, Немирівський і Плисківський райони)
- Хмільницький ґебіт (Калинівський, Махнівський, Уланівський і Хмільницький райони)

### Територія Поліської області БРСР
- Брагінський ґебіт (охоплював Брагінський, Комаринський і Лоєвський райони)
- Мозирський ґебіт (Єльський, Калинковицький, Мозирський і Наровлянський райони)
- Петриковський ґебіт (Житковицький, Лельчицький, Петриковський і Турівський райони)
- Річицький ґебіт (Василевицький, Річицький і Хойницький райони)